# Belonesox belizanus
 Belonesox belizanus és un peix de la família dels pecílids i de l'ordre dels ciprinodontiformes.

## Morfologia
Els mascles poden assolir els 14 cm de longitud total i les femelles els 15.

## Distribució geogràfica
Es troba des de Veracruz (Mèxic) fins a Costa Rica i des del sud de Yucatán fins a Nicaragua. Introduït a Florida (Estats Units).